# (500099) 2012 BK38
(500099) 2012 BK38 es un asteroide perteneciente al cinturón de asteroides, descubierto el 13 de septiembre de 2007 por el equipo del Spacewatch desde el Observatorio Nacional de Kitt Peak, Arizona, Estados Unidos.

## Designación y nombre
Designado provisionalmente como 2012 BK38.

## Características orbitales
2012 BK38 está situado a una distancia media del Sol de 2,255 ua, pudiendo alejarse hasta 2,620 ua y acercarse hasta 1,889 ua. Su excentricidad es 0,162 y la inclinación orbital 4,902 grados. Emplea 1237,17 días en completar una órbita alrededor del Sol.

## Características físicas
La magnitud absoluta de 2012 BK38 es 18,2.